# Chittenango
Chittenango är en ort (village) i kommunen Sullivan i Madison County i delstaten New York. Vid 2010 års folkräkning hade Chittenango 5 081 invånare.

## Kända personer från Chittenango
- L. Frank Baum, författare
- Dave Mirra, idrottare